# Чифарелли, Лючия
Лючия Чифарелли (англ. Lucia Cifarelli, родилась 23 сентября 1970 года в Лонг-Айленде, Нью-Йорк, США) — американская певица итальянского происхождения, наиболее известная как участница индастриал-рок-группы KMFDM; до этого была также известна как вокалистка группы Drill, а позднее — как участница сторонних проектов, связанных с KMFDM.

## Деятельность
Начав записываться в Нью-Йорке, Лючия вместе с будущим гитаристом Black Label Society Джоном Десервио сформировала свою собственную группу под названием Drill. В 1995—1996 годах группа выпустила один одноименный альбом и два сопутствующих сингла; песня «What You Are» вошла в фильм «Магазин „Империя“». В 1995 году Drill также играли на разогреве у группы Stabbing Westward во время тура в поддержку альбома Wither, Blister, Burn, and Peel; вскоре после этого музыканты разошлись.
Лючия желала присоединиться к группе KMFDM, но в 2000 году её участники работали над MDFMK. Проект продолжался как один одноименный альбом. В 2001 году Лючия и Саша Конецко работали над "супер группой" Schwein и её альбомами Schweinstein и последующий альбом ремиксов, Son of Schweinstein.
Она записывает сольный альбом, From the Land of Volcanos; песня «I Will» с этого альбома, изданная синглом, появилась в фильме «Американский пирог 2».
После окончания проекта MDFMK, Лючии было предложено вернуться в качестве члена KMFDM. Она стала членом группы с 2002 года. В июле 2005 года она вышла замуж за Сашу Конецко. Они живут в Гамбурге, который является родным городом её мужа. 14 февраля 2008 года у пары родилась дочь Аннабелла Азия Конецко.
Она также сотрудничает в качестве члена в KGC. Единственный на данный момент альбом 2006 года Dirty Bomb.

## Discography

### KMFDM
- Attak (2002)
- WWIII (2003)
- Hau Ruck (2005)
- Tohuvabohu (2007)
- Blitz (2009)
- WTF?! (2011)
- Kunst (2013)
- Our Time Will Come (2014)
- Hell Yeah (2017)
- Paradise (2019)
- Hyëna (2022)
- Let Go (2024)

### Solo
- From the Land of Volcanos (2003)
- I Am Eye (2021)
- NO GOD HERE (2024)

### Other
- Drill, Drill (1995)
- MDFMK, MDFMK (2000)
- Schweinstein, Schwein (2001)
- Dirty Bomb, KGC (2006)